# Atherigona alpha
Atherigona alpha este o specie de muște din genul Atherigona, familia Muscidae, descrisă de Adrian C. Pont în anul 1981.
Este endemică în Australian Capital Territory. Conform Catalogue of Life specia Atherigona alpha nu are subspecii cunoscute.